# Дагестанские языки
Дагеста́нские языки — языки дагестанских народов. Этот термин может употребляться в одном из двух значений:
1. часть нахско-дагестанской языковой семьи, включающая в себя все языки семьи, кроме нахских[1][2]. Распространены в Дагестане и северных районах Азербайджана. Общее число говорящих — более 3 миллионов человек.
2. название всех языков Дагестана; то же, что языки Дагестана. Включает как дагестанские языки в первом значении, так и все другие языки, на которых говорят в Дагестане (в том числе азербайджанский, джуури, кумыкский, ногайский, русский, татский и другие). Дагестан при этом может пониматься и как современный субъект России, и как историческая область (например, включающая территории северного Азербайджана).

Вопрос о том, являются ли дагестанские языки в первом значении генетическим объединением, остаётся открытым. Некоторые учёные считают их одной из двух ветвей нахско-дагестанской семьи наряду с нахскими языками, другие подвергают такое деление критике и считают дагестанские языки ареальным объединением.

## Название
В прошлом дагестанские языки называли «лезгинскими»; в армянском, азербайджанском, грузинском и среднеперсидском для обозначения дагестанцев использовались слова, родственные этнониму «лезгин».

## Общие сведения
Представители дагестанских народов обычно считают свои идиомы диалектами внутри своей языковой ветви. Частичным исключением являются лезгинские и некоторые аварские народы, у которых сложилось мнение об этнической самобытности, и как следствие — о том, что их идиом является отдельным от соседних языком.
Однако в раннесоветское время, когда власть проводила политику искусственного формирования новых этнических групп, каждая дагестанская этническая группа начала считать себя отдельным народом, а свой язык, соответственно, отдельным. До этого момента слова «хайдакец», «табасаранец», «андиец» и другие этнические названия использовались лишь для обозначения этноязыковой общности, но не для обозначения отдельной этнической народности.
Знание литературного языка среди даргинских, лезгинских и частично аварских народов развито довольно слабо, и они, как правило, не используются в коммуникации между носителями разных, но родственных дагестанских идиомов. Из-за отсутствия взаимопонимания даже носители соседних идиомов часто используют для общения русский.
Некоторые учёные рассматривают схожести как результат общего происхождения от прадагестанского языка, на котором разговаривали несколько тысяч лет назад.